# 阿斯嘉特撞擊坑

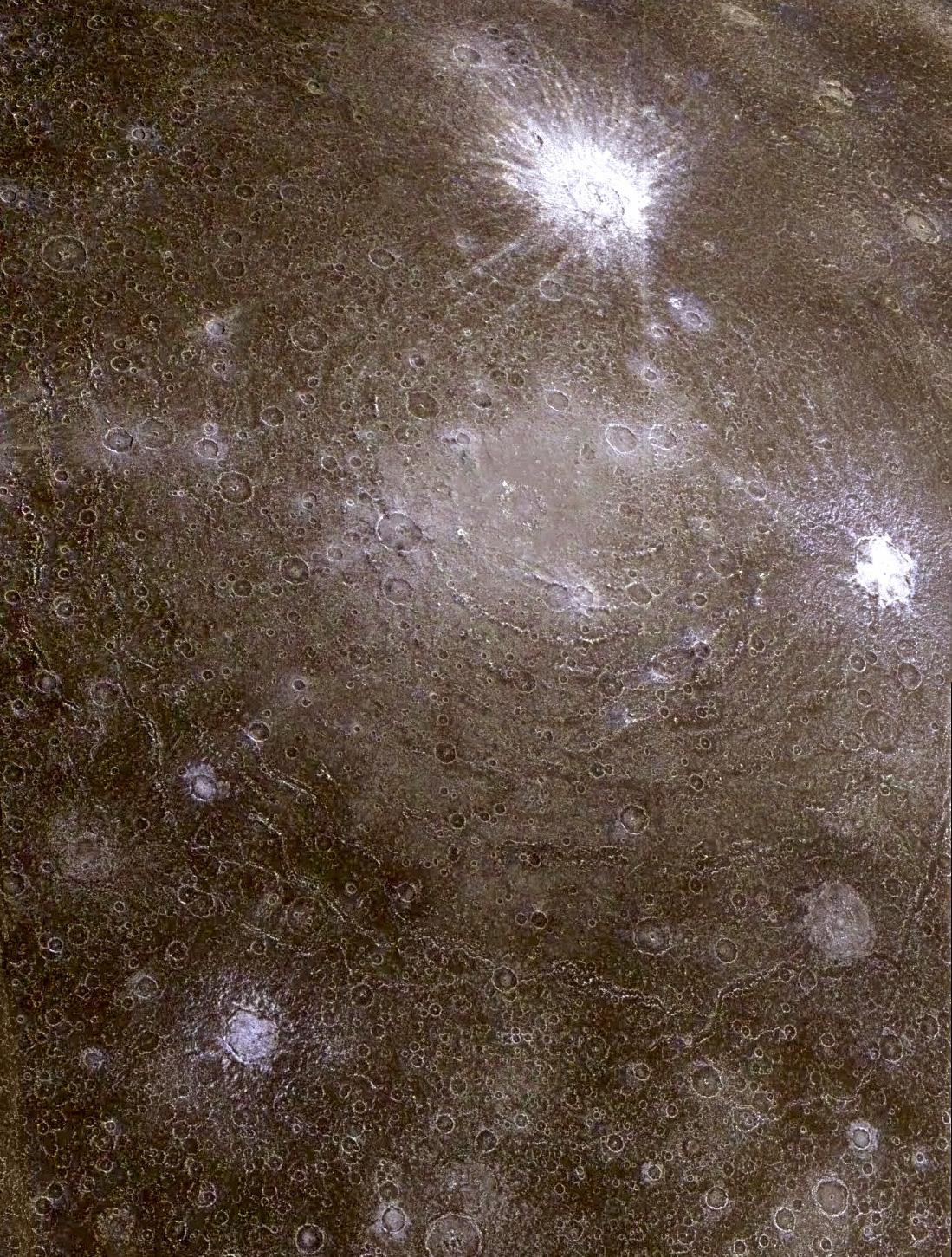
本影像中，阿斯嘉特撞擊坑是中間影像較淺色區域，並有多環結構圍繞。厄特加爾撞擊坑則是覆蓋阿斯嘉特北半部，面積較小的淺色區域。明亮區域是年代較近的撞擊坑；其中包含影像上方的包爾撞擊坑、右方的托納薩克（Torngarsuk）撞擊坑，托納薩克下方的尼奥尔德撞擊坑；以及托納薩克上方和布爾撞擊坑右方之間的 Omol 撞擊坑。

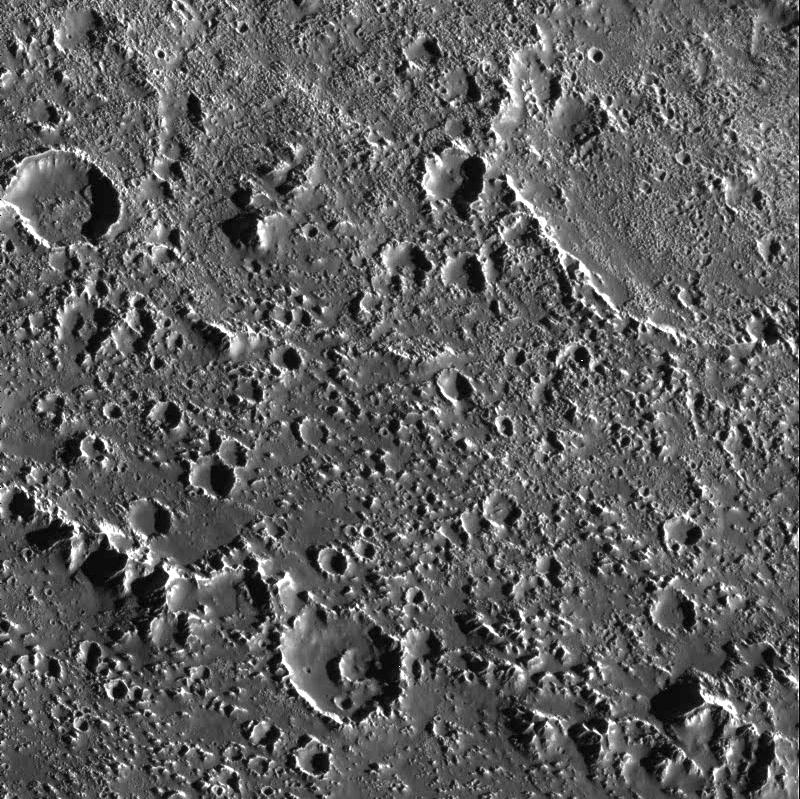
阿斯嘉特撞擊坑的地形結構。

阿斯嘉特撞擊坑（Asgard）是木衛四上第二大的多環撞擊坑，直徑約 1600 公里。名字由來於北歐神話中阿薩神族的居住地阿斯嘉特。該撞擊坑的中心是一個小型的穹丘狀的撞擊坑，Doh。
阿斯嘉特撞擊坑的北半部被另一個較小的多環撞擊坑厄特加爾撞擊坑（Utgard）覆蓋（名字由來於北歐神話中巨人斯克里米爾統治的區域。），直徑約 600 公里。厄特加爾撞擊坑是木衛四上的第四大撞擊坑；而厄特加爾撞擊坑中心的大部分區域被另一個來自相對年輕的包爾撞擊坑（Burr）之沉積物覆蓋。